# Sierra Village (Kalifornija)
Sierra Village je naseljeno područje za statističke svrhe u američkoj saveznoj državi Kalifornija. Prema popisu stanovništva iz 2010. u njemu je živjelo 456 stanovnika.